# Anything But Christmas
Anything But Christmas es una película estadounidense de comedia y romance de 2012, dirigida por Allan Harmon, escrita por Peter Woodward, musicalizada por Alex Khaskin, en la fotografía estuvo Burton Kuchera y los protagonistas son Elaine Hendrix, Sergio Di Zio, Sean Michael Kyer y Christopher Lloyd, entre otros. El filme fue realizado por CCI Releasing, Alliance y CCI Entertainment, se estrenó el 20 de diciembre de 2012.

## Sinopsis
Grace es una madre soltera, le encanta la Navidad, pero a su nueva pareja, John, no le gusta para nada esa festividad. Mientras van llegando esos días, la relación se desgasta un poco, entonces Grace decide ir al fondo de su insatisfacción.